# Sant Frichós
Sant Frichós (en francès Saint-Frichoux) és un municipi de França de la regió d'Occitània, al departament de l'Aude.